# 手島俊甫
手島 俊甫（てしま しゅんすけ、1845年12月13日〈弘化2年11月15日〉 - 1904年〈明治37年〉11月26日）は、日本の政治家。鳥取県西伯郡境町長（初代）。境町会議員。族籍は鳥取県平民。

## 経歴
1890年1月、境町長就任。22町区画を廃して境町としていた町内に4行政区（入船・相生・東・西区）を設置する。1891年6月、米子区裁判所境出張所開庁。1892年6月、尋常小学校新築落成式を挙行。
1893年12月、境町長を退職。1897年9月から1901年9月まで境町収入役をつとめる。『立憲政希望夢物語』、『蓬萊国無想奇談』、『一つ所に心を留ぬ』を著す。

## 人物
手島と小泉憲貞は境町に於いて新聞紙購読者の嚆矢である。手島は小泉憲貞と謀り広く同志を募って新聞縦覧所を設置する。住所は境町末広町1丁目（現・境港市）。